# Myrmeleon viganus
Myrmeleon viganus är en insektsart som först beskrevs av Luisa Eugenia Navas 1923.  Myrmeleon viganus ingår i släktet Myrmeleon och familjen myrlejonsländor. Inga underarter finns listade i Catalogue of Life.